# Handball Siena 2019-2020
Questa pagina raccoglie i dati riguardanti la EGO Handball Siena nelle competizioni ufficiali della stagione 2019-2020.

## Mercato

### Sessione estiva
| Acquisti | Acquisti           | Acquisti         | Acquisti   | Acquisti |
| R.a      | Nome               | da               | Modalità   |          |
| -------- | ------------------ | ---------------- | ---------- | -------- |
| PT       | Vito Fovio         | Junior Fasano    | definitivo |          |
| PT       | Alessandro Leban   | Bologna United   | definitivo |          |
| AS       | Gianluca Vinci     | Albatro Siracusa | prestito   |          |
| AS       | Demis Radovčić     | Junior Fasano    | definitivo |          |
| TS       | Kreshnik Kasa      | Rapid Nonantola  | definitivo |          |
| TS       | Amin Yousefinezahd | Kriens-Luzern    | definitivo |          |
| C        | Alessandro Florio  | Halikada         | definitivo |          |
| C        | Alejandro Amato    | Gaeta            | definitivo |          |
| AD       | Umberto Bronzo     | Junior Fasano    | definitivo |          |
| PV       | Edoardo Dal Medico | Black Devils     | definitivo |          |

| Cessioni | Cessioni             | Cessioni   | Cessioni       | Cessioni |
| R.       | Nome                 | a          | Modalità       |          |
| -------- | -------------------- | ---------- | -------------- | -------- |
| AD       | Davide Bellini       | Malo       | definitivo     |          |
| TS       | Francesco Bevanati   | Tavarnelle | definitivo     |          |
| TS       | Francesco Provvedi   | Tavarnelle | definitivo     |          |
| PT       | Andrea Ciani         | Tavarnelle | definitivo     |          |
| AD       | Giacomo Pelacchi     | Tavarnelle | definitivo     |          |
| C        | Alessandro Lastrucci | Tavarnelle | definitivo     |          |
| TS       | Facundo Garcia       | Molteno    | definitivo     |          |
| AS       | Yacine Djedid        | svincolato | fine contratto |          |
| TS       | Jan Knoll            | svincolato | fine contratto |          |

### Sessione invernale
| Acquisti | Acquisti         | Acquisti       | Acquisti   | Acquisti |
| R.a      | Nome             | da             | Modalità   |          |
| -------- | ---------------- | -------------- | ---------- | -------- |
| AS       | Filippo Pasini   | Ferrara United | definitivo |          |
| TS       | Guido Riccobelli | San Fernando   | prestito   |          |

| Cessioni | Cessioni       | Cessioni         | Cessioni      | Cessioni |
| R.       | Nome           | a                | Modalità      |          |
| -------- | -------------- | ---------------- | ------------- | -------- |
| AS       | Gianluca Vinci | Albatro Siracusa | fine prestito |          |